# Janina Strzelecka

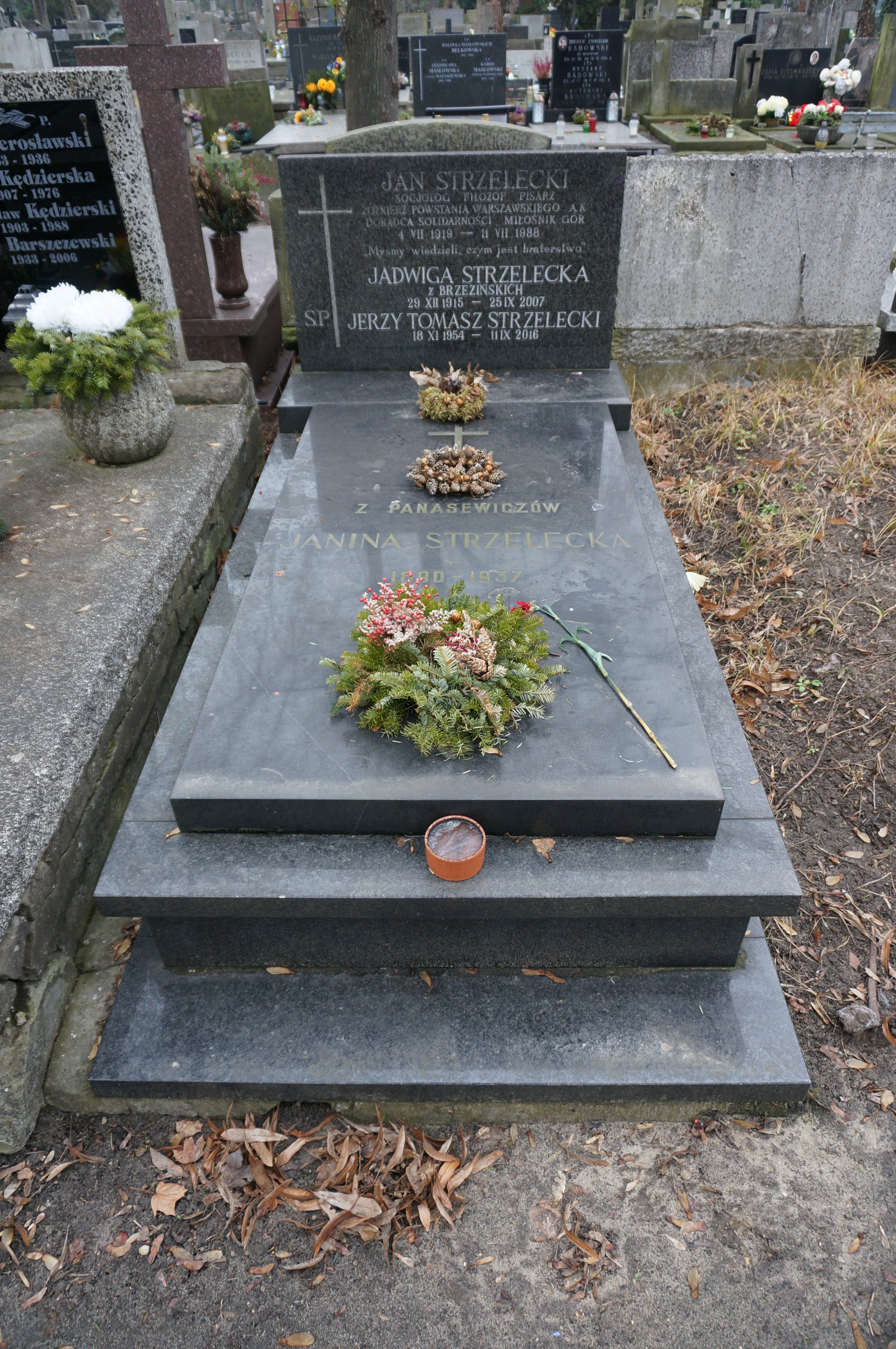
Grób Janiny Strzeleckiej na cmentarzu Powązkowskim

Janina Emilia Strzelecka, z domu Panasewicz (ur. w 13 kwietnia 1890 w Łodzi, zm. 13 maja 1937 w Jaworzu, koło Bielska) – nauczycielka i działaczka kobieca, dyrektorka teatru
Uczęszczała do gimnazjum w Łodzi. Uczestniczka strajku szkolnego w 1905. Ukończyła pensję Pauliny Hewelke w Warszawie. Jako eksternistka złożyła maturę w gimnazjum rządowym w Warszawie i uzyskała uprawnienia nauczycielskie. Następnie studiowała filologię i historię na uniwersytecie w Wiedniu i na Uniwersytecie Jagiellońskim. Od 1911 pracowała  jako nauczycielka historii i języka francuskiego w szkołach średnich w Łodzi, m.in. w szkole handlowej i gimnazjum im. E. Orzeszkowej w Łodzi. Wykładała również historię w łódzkim uniwersytecie powszechnym.
W niepodległej Polsce mieszkała od 1920 w Warszawie, gdzie pracowała jako nauczycielka języka polskiego w II miejskiej szkole rzemieślniczej (1920-1930). Prowadziła także sekcję kulturalno-oświatową Rodziny Wojskowej. Współzałożycielka i działaczka Związku Pracy Obywatelskiej Kobiet, członkini jej pierwszego Zarządu Głównego oraz stałą współpracowniczką organu ZPOK „Praca Obywatelska”. Była autorką ponad 60 artykułów i felietonów o problematyce społecznej, pedagogicznej, oświatowej i kulturalnej, zamieszczanych w „Kurierze Porannym”, „Głosie Prawdy”, „Bluszczu”, „Ekspresie Porannym” a także broszury dot. teatru dziecięcego. W latach 1928–1933 była dyrektorką Teatru dla dzieci „Jaskółka”, który założyła wraz z Haliną Starską, stając się tym samym prekursorką teatru dziecięcego w Polsce. Teatr, który stał się placówką ZPOK, był finansowany przez Ministerstwo Wyznań Religijnych i Oświecenia Publicznego i wspierany przez magistrat miasta Warszawy. Dzięki jej zabiegom teatr, otrzymał możliwość występów w Pomarańczarni w Łazienkach. Spektakle reżyserowali zawodowi reżyserzy, m.in. Halina Gallowa i Jerzy Ronard Bujański, scenografię przygotowywał Iwo Gall, a występowali głównie młodzi aktorzy, niekiedy grający w innych teatrach warszawskich, czasem bezrobotni; gościnnie pojawiali się znani artyści, m.in. Irena Solska. W 1932 była także dyrektorem i kierownikiem artystycznym efemerycznego dziecięcego Teatru dla Wszystkich. Założycielka i od 1935 działaczka Towarzystwa Przyjaciół Teatru dla Dzieci. W l. 1934-1937 kierowała sekcją kultury w Zarządzie Miasta Stołecznego Warszawy. Od 1932 wygłaszała także prelekcje w Polskim Radiu.
Zmarła w sanatorium Jerzego Czopa w Jaworzu. Pochowana na cmentarzu Powązkowskim (kw. 119—II), w czasie pogrzebu przemawiał prezydent Warszawy Stefan Starzyński.

## Rodzina
Córką Erazma Panasewicza i Natalii z domu von Haentschel. Wcześnie osierocona, jej opiekunem prawnym był podczas studiów Cezar Eisenbraun z Łodzi. Była żoną działacza socjalistycznego i dyrektora Powszechnego Zakładu Ubezpieczeń Wzajemnych Władysława Strzeleckiego z którym rozwiodła się w r 1930. Miała troje dzieci: córkę Anielę (1912-1944) i dwóch synów: socjologa, działacza socjalistycznego, powstańca warszawskiego Jana (1919—1988), i lotnika RAF Jerzego Władysława (1918-2004).